# Decafluorbutan
Decafluorbutan ist eine chemische Verbindung aus der Gruppe der Fluorkohlenwasserstoffe.

## Gewinnung und Darstellung
Decafluorbutan kann durch Reaktion von Graphit mit Fluor oder elektrochemische Fluorierung von Tributylamin mit Fluorwasserstoff gewonnen werden. Es sind noch weitere Syntheseverfahren, zum Beispiel aus Polyfluorpolyhalogenbutenen, bekannt.

## Eigenschaften
Decafluorbutan ist ein farbloses Gas, das löslich in Benzol und Chloroform ist.

## Verwendung
Decafluorbutan kann in der medizinischen Forschung verwendet werden.